# Кембриджский документ
Ке́мбриджский докуме́нт, Ке́мбриджский Анони́м  (по месту хранения в библиотеке Кембриджского Университета) или письмо́ Ше́хтера (по имени первооткрывателя) — рукопись на древнееврейском языке. Содержит фрагмент письма неназванного еврея, подданного хазарского царя Иосифа к неназванному господину из средиземноморской страны. Один из двух (наряду с письмом царя Иосифа) письменных памятников хазарского происхождения.
Автор на момент написания находился в Константинополе. Адресатом письма с высокой степенью вероятности является кордовский сановник Хасдай ибн Шапрут, собиравший сведения о Хазарии. Примерное время написания — 949 год.
В письме содержатся уникальные сведения по истории и религии хазар, переселении евреев в Хазарию, деятельности трёх последних хазарских царей: Вениамина, Аарона и Иосифа. Особый интерес представляет рассказ о современной автору русско-хазарско-византийской войне в Причерноморье, где русским предводителем назван H-l-g-w, что передаёт точную скандинавскую форму имени Олег.
Рукопись (шифр T-S Misc.35.38) по палеографическим признакам датируется кон. XI века. Написана на бумаге. Состоит из двух листов, имеющих текст на обеих сторонах. Верхняя часть повреждена. Начало и конец документа отсутствуют.

## Изучение
Письмо обнаружено С. Шехтером среди коллекции еврейских манускриптов из Каирской генизы (хранилища рукописей при синагоге). Опубликовано в 1912 году. В 1913 году вышел русский перевод П. К. Коковцова, 2-е академическое издание в 1932 году. Последний по времени перевод осуществлён Н. Голбом (в 1982 году на английский язык).
На протяжении 1-й пол. XX в. в научной общественности не утихали споры вокруг подлинности документа. Ряд историков считали его подделкой. В российском востоковедении долгое время господствовал скептический вывод П. К. Коковцова, позднее поддержанный А. П. Новосельцевым, что Кембриджский документ не относится к переписке Хасдая ибн Шапрута, а является компиляцией, составленной после падения Хазарии. Однако в настоящее время большинство сомнительных мест прояснено и аутентичность памятника общепризнана.

## Критические издания
- Коковцов П. К. Еврейско-хазарская переписка в X веке. Л.,1932.
- Голб Н. Прицак О. Хазарско-еврейские документы X в. — М.-Иерусалим,2003. ISBN 5-93273-126-5